# Добромири
Добромири (мкд. Добромири) су насеље у Северној Македонији, у јужном делу државе. Добромири припадају општини Новаци.

## Географија
Насеље Добромири је смештено у јужном делу Северне Македоније. Од најближег већег града, Битоља, насеље је удаљено 15 km источно.
Добромири се налазе у средишњем делу Пелагоније, највеће висоравни Северне Македоније. Насељски атар је равничарски, док се даље ка истоку издиже Селечка планина. Западно од насеља протиче Црна река. Надморска висина насеља је приближно 580 метара.
Клима у насељу је континентална.

## Становништво
Добромири су према последњем попису из 2002. године имали 345 становника.
Претежно становништво по последњем попису су етнички Македонци (99%).
Већинска вероисповест је православље.